# Фотокнига
Фотокнигата е съвременният заместител на фотоалбума.
Фотокнигата се отпечатва по дигитален или фото път, като се иползват дигитални снимки по индивидуален (или тематичен) дизайн.
- Формати – от джобен – до А3.
- Подвързване: класическото подвързване с лепене (и шиене), като има и варианти със спирала.
- Корици: твърди или меки. Кориците могат да бъдат пълноцветни (със снимки), кожени или книговезко платно.
- Страници: страниците на фотокнигите могат да бъдат стандартни (като на класическа книга) или твърди. Когато са твърди, при отварянето на фотокнигата страниците се разтварят докрай, и може да имате непрекъснато изображение и на двете страници.